# Reranie
Reranie (rotacyzm) – nieprawidłowa (tj. niezgodna z regułami ortofonii) wymowa fonemu /r/, prawidłowo wymawianego w języku polskim jako [ɾ] lub [r]. Wyróżnia się różne rodzaje rotacyzmu:
- rotacyzm właściwy – zniekształcanie /r/, czyli wymowa głoski niewystępującej w języku polskim
  - wargowy (labialny) – drżą obie wargi (dwuwargowy – bilabialny) lub dolna warga przy górnych siekaczach czy górna warga przy dolnych siekaczach (wargowo-zębowy)
  - międzyzębowy (interdentalny) – drży język wsunięty między zęby
  - boczny (lateralny) – powietrze przeciska się między górnym dziąsłem a boczną krawędzią języka
  - policzkowy (boczny) – drżą policzki, rzadki
  - języczkowy (uwularny) – drży mały języczek (uvula), najczęstszy, głoska [ʀ] normalna w języku niemieckim i francuskim, spotykana w Polsce na Pomorzu i w Poznańskiem
  - podniebienny (welarny) – tylna część języka zbliża się do podniebienia miękkiego, tworząc głoskę [ɣ]
  - gardłowy – dźwięk powstaje między tylną ścianą gardła a obsadą języka
  - nosowy – nosowa realizacja głoski r, często łączy się z nosową wymową innych głosek
  - krtaniowy – krtaniowa realizacja głoski r
  - językowo-wargowy – r jest wymawiane jako głoska językowo-wargowa
  - językowo-boczny – r jest wymawiany jako głoska boczna, często jednouderzeniowa
- pararotacyzm – wymowa w miejsce r innej polskiej głoski, np. [l] – lambdacyzm, [j], [d], [v], [w]
- mogirotacyzm – całkowite opuszczanie r.